# Zapasy na Letnich Igrzyskach Olimpijskich 2000 – kategoria do 97 kg w stylu wolnym
Zmagania mężczyzn do 97 kg to jedna z ośmiu męskich konkurencji w zapasach w stylu wolnym rozgrywanych podczas Letnich Igrzysk Olimpijskich 2000. Pojedynki w tej kategorii wagowej odbyły się w dniach 28 – 30 września.

## Klasyfikacja[1]
| Pozycja | Nazwisko             | Kraj              |
| ------- | -------------------- | ----------------- |
| 1       | Sagid Murtazalijew   | Rosja             |
| 2       | Isłam Bajramukow     | Kazachstan        |
| 3       | Eldar Kurtanidze     | Gruzja            |
| 4       | Marek Garmulewicz    | Polska            |
| 5       | Aftandil Ksantopulos | Grecja            |
| 6       | Ali Reza Hejdari     | Iran              |
| 7       | Aleksandr Szemarow   | Białoruś          |
| 8       | Gia Torchinava       | Holandia          |
| 9       | Arawat Sabiejew      | Niemcy            |
| 10      | Rolf Scherrer        | Szwajcaria        |
| 11      | Wadym Tasojew        | Ukraina           |
| 12      | Gabriel Szerda       | Australia         |
| 13      | Dawud Magomiedow     | Azerbejdżan       |
| 14      | Wilfredo Morales     | Kuba              |
| 15      | Victor Kodei         | Nigeria           |
| 16      | Ahmet Doğu           | Turcja            |
| 17      | Ričardas Pauliukonis | Litwa             |
| 18      | Melvin Douglas       | Stany Zjednoczone |
| 19      | Dean Schmeichel      | Kanada            |

## Zasady[2]
- PP — Na punkty (Pokonany zdobył punkty)
- PO — Na punkty (Pokonany bez punktów)
- SP — Przewaga (10 punktów różnicy, pokonany zdobył punkty)

## Wyniki[3]

### Rundy eliminacyjne

#### Grupa 1
| Zawodnik             | W | P | Punkty | Punkty techniczne |
| -------------------- | - | - | ------ | ----------------- |
| Eldar Kurtanidze     | 2 | 0 | 7      | 14                |
| Arawat Sabiejew      | 1 | 1 | 4      | 6                 |
| Ričardas Pauliukonis | 0 | 2 | 2      | 2                 |

|                      |                      | Punkty | Punkty techniczne |
| -------------------- | -------------------- | ------ | ----------------- |
| Ričardas Pauliukonis | Eldar Kurtanidze     | 1-4 SP | 1-11              |
| Arawat Sabiejew      | Ričardas Pauliukonis | 3-1 PP | 5-1               |
| Eldar Kurtanidze     | Arawat Sabiejew      | 3-1 PP | 3-1               |

#### Grupa 2
| Zawodnik         | W | P | Punkty | Punkty techniczne |
| ---------------- | - | - | ------ | ----------------- |
| Ali Reza Hejdari | 2 | 0 | 6      | 13                |
| Rolf Scherrer    | 1 | 1 | 4      | 5                 |
| Ahmet Doğu       | 0 | 2 | 2      | 4                 |

|                  |                  | Punkty | Punkty techniczne |
| ---------------- | ---------------- | ------ | ----------------- |
| Ali Reza Hejdari | Rolf Scherrer    | 3-1 PP | 7-1               |
| Ahmet Doğu       | Ali Reza Hejdari | 1-3 PP | 1-6               |
| Rolf Scherrer    | Ahmet Doğu       | 3-1 PP | 4-3               |

#### Grupa 3
| Zawodnik           | W | P | Punkty | Punkty techniczne |
| ------------------ | - | - | ------ | ----------------- |
| Sagid Murtazalijew | 2 | 0 | 6      | 7                 |
| Wadym Tasojew      | 1 | 1 | 3      | 5                 |
| Melvin Douglas     | 0 | 2 | 2      | 2                 |

|                    |                    | Punkty | Punkty techniczne |
| ------------------ | ------------------ | ------ | ----------------- |
| Sagid Murtazalijew | Wadym Tasojew      | 3-0 PO | 4-0               |
| Melvin Douglas     | Sagid Murtazalijew | 1-3 PP | 1-3               |
| Wadym Tasojew      | Melvin Douglas     | 3-1 PP | 5-1               |

#### Grupa 4
| Zawodnik             | W | P | Punkty | Punkty techniczne |
| -------------------- | - | - | ------ | ----------------- |
| Aftandil Ksantopulos | 2 | 0 | 6      | 7                 |
| Gia Torchinava       | 1 | 1 | 4      | 14                |
| Victor Kodei         | 0 | 2 | 2      | 4                 |

|                      |                      | Punkty | Punkty techniczne |
| -------------------- | -------------------- | ------ | ----------------- |
| Aftandil Ksantopulos | Victor Kodei         | 3-1 PP | 4-1               |
| Gia Torchinava       | Aftandil Ksantopulos | 0-3 PO | 0-3               |
| Victor Kodei         | Gia Torchinava       | 1-4 SP | 3-14              |

#### Grupa 5
| Zawodnik         | W | P | Punkty | Punkty techniczne |
| ---------------- | - | - | ------ | ----------------- |
| Isłam Bajramukow | 1 | 1 | 3      | 3                 |
| Dawud Magomiedow | 1 | 1 | 3      | 3                 |
| Wilfredo Morales | 1 | 1 | 3      | 2                 |

|                  |                  | Punkty | Punkty techniczne |
| ---------------- | ---------------- | ------ | ----------------- |
| Dawud Magomiedow | Isłam Bajramukow | 0-3 PO | 0-3               |
| Wilfredo Morales | Dawud Magomiedow | 0-3 PO | 0-3               |
| Isłam Bajramukow | Wilfredo Morales | 0-3 PO | 0-2               |

#### Grupa 6
| Zawodnik           | W | P | Punkty | Punkty techniczne |
| ------------------ | - | - | ------ | ----------------- |
| Marek Garmulewicz  | 3 | 0 | 9      | 9                 |
| Aleksandr Szemarow | 2 | 1 | 7      | 14                |
| Gabriel Szerda     | 1 | 2 | 3      | 4                 |
| Dean Schmeichel    | 0 | 3 | 1      | 2                 |

|                    |                   | Punkty | Punkty techniczne |
| ------------------ | ----------------- | ------ | ----------------- |
| Aleksandr Szemarow | Gabriel Szerda    | 3-0 PO | 7-0               |
| Dean Schmeichel    | Marek Garmulewicz | 0-3 PO | 0-3               |
| Aleksandr Szemarow | Dean Schmeichel   | 3-0 PO | 5-0               |
| Gabriel Szerda     | Marek Garmulewicz | 0-3 PO | 0-3               |
| Aleksandr Szemarow | Marek Garmulewicz | 1-3 PP | 2-3               |
| Gabriel Szerda     | Dean Schmeichel   | 3-1 PP | 4-2               |

### Runda finałowa
|  | Ćwierćfinały         | Ćwierćfinały         | Ćwierćfinały |  |  | Półfinały          | Półfinały          | Półfinały        |   |                    | Finał              | Finał             | Finał       |
|  |                      |                      |              |  |  |                    |                    |                  |   |                    |                    |                   |             |
|  | Eldar Kurtanidze     | Eldar Kurtanidze     | 1            |  |  |                    |                    |                  |   |                    |                    |                   |             |
|  | Ali Reza Hejdari     | Ali Reza Hejdari     | 0            |  |  | Eldar Kurtanidze   | Eldar Kurtanidze   | 1                |   |                    |                    |                   |             |
|  | Sagid Murtazalijew   | Sagid Murtazalijew   | 5            |  |  | Sagid Murtazalijew | Sagid Murtazalijew | 3                |   |                    |                    |                   |             |
|  | Aftandil Ksantopulos | Aftandil Ksantopulos | 0            |  |  |                    |                    |                  |   | Sagid Murtazalijew | Sagid Murtazalijew | 6                 |             |
|  |                      |                      |              |  |  |                    | Isłam Bajramukow   | Isłam Bajramukow | 0 |                    |                    |                   |             |
|  |                      |                      |              |  |  | Isłam Bajramukow   | Isłam Bajramukow   | 3                |   |                    |                    |                   |             |
|  |                      |                      |              |  |  | Marek Garmulewicz  | Marek Garmulewicz  | 0                |   |                    | o 3 miejsce        | o 3 miejsce       | o 3 miejsce |
|  |                      |                      |              |  |  |                    |                    |                  |   |                    |                    |                   |             |
|  |                      |                      |              |  |  |                    |                    |                  |   |                    | Eldar Kurtanidze   | Eldar Kurtanidze  | 4           |
|  |                      |                      |              |  |  |                    |                    |                  |   |                    | Marek Garmulewicz  | Marek Garmulewicz | 1           |

|  |                      |    |
|  | o 5 miejsce          |    |
|  |                      |    |
|  |                      |    |
|  |                      |    |
|  | Ali Reza Hejdari     |    |
|  |                      |    |
|  | Aftandil Ksantopulos | WO |
|  | Aftandil Ksantopulos | WO |
|  |                      |    |